# تشكل الغشاء الساقط

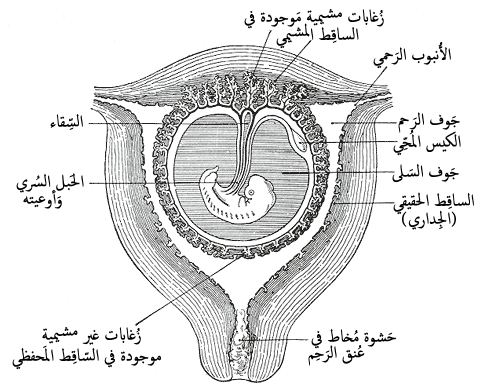
مَقطع عرضي في رَحم الحامِل في الشهر الثالث والرابع.

تشكل الغشاء الساقط (بالإنجليزية: Decidualization)‏ هو عملية تحدث فيها تغيرات في خلايا البطانة الرحمية استعدادًا لاستقبال الجنين وتتواصل أثناء الحمل. تحدث التغيرات في الخلايا السدوية البطانية الرحمية في الشكل والوظيفة (التفاعل الساقطي). تمتاز هذه العملية بوجود الخلايا الدموية البيضاء الساقطية والتغيرات الوعائية التي تطرأ على شرايين الأم وينتج عنها تبدل في البطانة الرحمية لتتحول إلى بنية تسمى الغشاء الساقط. عند الإنسان، يُلفَظ الغشاء الساقط في المرحلة الثالثة من الولادة.
تلعب عملية تشكل الغشاء الساقط دورًا مهمًا في تكوين المشيمة بين الأم وجنينها عبر تواسط عملية غزو خلايا الأرومة الغاذية للبطانة الرحمية. وتحرض أيضًا على إنتاج العوامل الخلوية والجزيئية التي تؤدي إلى تغييرات بنيوية أو إعادة تشكيل للشرايين الحلزونية عند الأم. تشكل الغشاء الساقط ضروري عند بعض أنواع الثدييات التي يحدث عندها انغراس الجنين في بطانة الرحم وغزو الأرومة الغاذية لهذه البطانة. تُعرف هذه العمليات أيضًا بالتشكل المشيمائي الدموي. هذا يسمح لدم الأم بالتماس المباشر مع المشيماء الجنينية، والمشيماء (الكوريون) هي غشاء يفصل بين أنسجة الجنين والأم، ويسمح بتبادل المواد الغذائية والغازات عبره. لوحظت أيضًا تفاعلات شبيهة بالتفاعل الساقطي عند بعض الأنواع التي لا تتشكل المشيماء الدموية عند أجنتها.
عند الإنسان، يبدأ تكون الغشاء الساقط بعد الإباضة أثناء الدورة الطمثية. في حال انغراس الجنين، يتطور الغشاء الساقط أكثر ليتواسط عملية تكون المشيمة. في حال لم يحدث ذلك، تُلفظ بطانة الرحم الساقطية خارج الجسم أو تُمتص، كما هو الحال عند الأنواع التي تتبع الدورة الوداقية. في الأنواع التي تحيض، تكون عملية تشكل الغشاء الساقط تلقائية بتأثير هرمونات الأم. في الأنواع التي لا تحيض، لا تكون عملية تشكل الغشاء الساقط تلقائية، ما يعني أنها تحدث فقط بعد إطلاق إشارات خارجية من قبل الجنين المُنغرس.

## نظرة عامة
بعد الإباضة، تحرض المستويات العالية من هرمون البروجسترون التغيرات الجزيئية التي تؤدي إلى تكون الغشاء الساقط. تتدفق خلايا الدم البيضاء الساقطية إلى جانب التغيرات الشكلية والوظيفية للخلايا السدوية البطانية الرحمية. التبدلات في الخلايا السدوية البطانية الرحمية تحول بطانة الرحم إلى بطانة إفرازية تنتج مجموعة متنوعة من البروتينات والسيتوكينات وعوامل النمو. هذه العوامل المفرزة ستنظم غزو خلايا الأرومة الغاذية للبطانة الرحمية الذي يشكل في نهاية المطاف الاتصال المشيمي، وهذا في حال انغرس الجنين في الغشاء الساقط.

### الخلايا الدموية البيضاء الساقطية
من السمات المميزة للغشاء الساقطي وجود أعداد كبيرة من الخلايا الدموية البيضاء معظمها من الخلايا القاتلة الطبيعية الرحمية المتخصصة بالإضافة إلى بعض الخلايا التغصنية. يحمل الجنين المادة الوراثية من الأم والأب. تلعب خلايا الدم البيضاء الساقطية دورًا في كبح الاستجابة المناعية للأم الموجهة ضد خلايا الجنين باعتبارها خلايا غريبة من الناحية الوراثية. بالإضافة إلى الوظائف المناعية، تلعب الخلايا القاتلة الطبيعية الرحمية والخلايا التغصنية دورًا في تنظيم إعادة تشكل الشرايين الحلزونية للأم وفي تمايز الخلايا السدوية البطانية الرحمية.

### الخلايا السدوية البطانية الرحمية
الخلايا السدوية البطانية الرحمية هي خلايا من النسيج الضام في بطانة الرحم ذات مظهر أرومي ليفي. تسبب عملية تشكل الغشاء الساقطي انتفاخ هذه الخلايا لتأخذ مظهرًا أشبه بالخلايا الظهارية نتيجة تراكم الغليكوجين والقطيرات الشحمية فيها. تبدأ هذه الخلايا بإفراز السيتوكينات وعوامل النمو والبروتينات كالبروتين الرابط لعامل النمو الشبيه بالإنسولين والبرولاكتين، إلى جانب بروتينات المطرق خارج الخلوي كالفيبرونيكتين واللامينين. بسبب تزايد إنتاج بروتينات الخلايا السدوية البطانية الرحمية؛ تتكثف بنية بطانة الرحم وتشكل ما يسمى الغشاء الساقط، والذي ينتج عوامل تعزز ارتباط الأرومة الغاذية وتمنع في الوقت نفسه الغزو الجائر للبطانة الرحمية.

## خلال الحمل
يظهر التفاعل الساقطي في فترة باكرة من الحمل في المنطقة التي تتصل فيها الكيسة الأريمية بالغشاء الساقطي لبطانة الرحم. ويبدو على هيئة زيادة في الوظيفة الإفرازية لبطانة الرحم في منطقة التعشيش. ويكون السدى المحيط بالمنطقة وذميًا.
يحدث التفاعل الساقطي في قلة من الأنواع الحيوانية ومنها الإنسان. لا يتطلب التعشيش وجود الغشاء الساقطي أو حدوث التفاعل الساقطي. والدليل على ذلك هو حدوث الحمل خارج الرحم، إذ تحدث عملية التعشيش في أي مكان في التجويف البطني. ويمكن حدوث الحمل حتى بعد استئصال الرحم.

## دوره في الأمراض والاضطرابات
تتسبب شذوذات تشكل الغشاء الساقط ببعض الأمراض كالانتباذ البطاني الرحمي، وفيه يؤدي تأذي تشكل الغشاء الساقط إلى نمو النسيج الرحمي خارج الرحم. ارتبط ضعف تكون الغشاء الساقط أيضًا بارتفاع معدلات الإجهاض. ورُبط التهاب الغشاء الساقط وهو التهاب مزمن في الغشاء القاعدي بالولادة بالباكرة.

## البحوث
يحرض هرمون البروجسترون بدء تشكل الغشاء الساقط، ويتطلب هذا وجود الأدينوزين أحادي الفوسفات الحلقي ليكون جزيء التفعيل الأولي لجعل خلايا بطانة الرحم حساسة للبروجسترون. حُولت الخلايا السدوية البطانية الرحمية للإنسان بالزرع إلى غشاء ساقطي باستخدام مماثلات كيميائية للأدينوزين أحادي الفوسفات الحلقي والبروجسترون معًا. ينتج عن تشكيل الغشاء الساقط في المختبر تغيرات شكلية تماثل تبدلات الخلايا السدوية البطانية الرحمية البشرية إضافة إلى إنتاج واسمات الغشاء الساقطي كالبروتين الرابط لعامل النمو الشبيه بالإنسولين والبرولاكتين.
استُخدمت نماذج من الفئران لتحديد العوامل الجزيئية الضرورية والمشاركة في تكون الغشاء الساقط.